# Appakowo (Mari El)
Appakowo (ros. Аппаково) – wieś (dieriewnia) w Rosji, w Mari El, w rejonie orszańskim. W 2010 liczyła 141 mieszkańców.